# Öt magyar népdal énekhangra és zenekarra (BB108)
Az Öt magyar népdal énekhangra és zenekarra Bartók Béla 1933-ban írt műve (BB 108 / Sz 101 / W 64). Húsz magyar népdal című, zongorakíséretes szólóénekre írt művéből ötöt dolgozott át szólóénekre és zenekarra.
1. A tömlöcben (Minden ember szerencsésen)
2. Régi keserves (Olyan árva vagyok)
3. Párosító (1.) (Sárga csikó, csengő rajta)
4. Panasz (Beteg az én rózsám nagyon – A malomnak nincsen köve változata)
5. Párosító (2.) (Virágéknál ég a világ)

## Kapcsolódó lapok
- Bartók Béla műveinek listája